# ملعب أدو لكرة القدم
ملعب أدو هو ملعب كرة قدم يقع في مدينة أدو المالديفية في جزر المالديف. مر الملعب بتجديدات في عام 2014 لاستضافة بعض مباريات كأس التحدي الآسيوي.